# جوزيف إتش. إيرل
جوزيف إتش. إيرل هو محامي وقاضي وسياسي أمريكي، ولد في 30 أبريل 1847 في غرينفيل في الولايات المتحدة، وتوفي بنفس المكان في 20 مايو 1897. نشط حزبياً في الحزب الديمقراطي. وقد انتخب عضو مجلس الشيوخ الأمريكي ‏ عن دائرة South Carolina Class 3 senate seat ‏ وقد انضم خلال فترته النيابية ‏ (4 مارس 1897 – 20 مايو 1897) للكتلة البرلمانية الحزب الديمقراطي وانتخب عضو مجلس نواب كارولاينا الجنوبية ‏ وانتخب عضو مجلس ولاية كارولاينا الجنوبية ‏.